# Reston, Virginia
Reston este o localitate cu statutul administrativ de loc desemnat pentru recensământ din comitatul Fairfax, statul Virginia, Statele Unite ale Americii, în interiorul largei zone metropolitane create împrejurul capitalei federale, Washington, D.C.. Populația localității fusese de 58,404 locuitori, conform datelor culese în 2010, la cel de-al 23-lea recensământ național., în ușoară creștere față de cei 56.407 locuitori înregistrați la data de 1 aprilie 2000, data oficială a culegerii datelor celui de-al 22-lea recensământ al Uniunii (2000 United States Census).
Fondată în anul 1964, ca o comunitate planificată, Reston-ul a pus arhitecții, care au conceput urbanismul localității, în postura de a "revoluționa" folosirea pământului, precum și designul, integrarea și funcționalitatea clădirilor industriale, comerciale și rezidențiale.

## Istoric

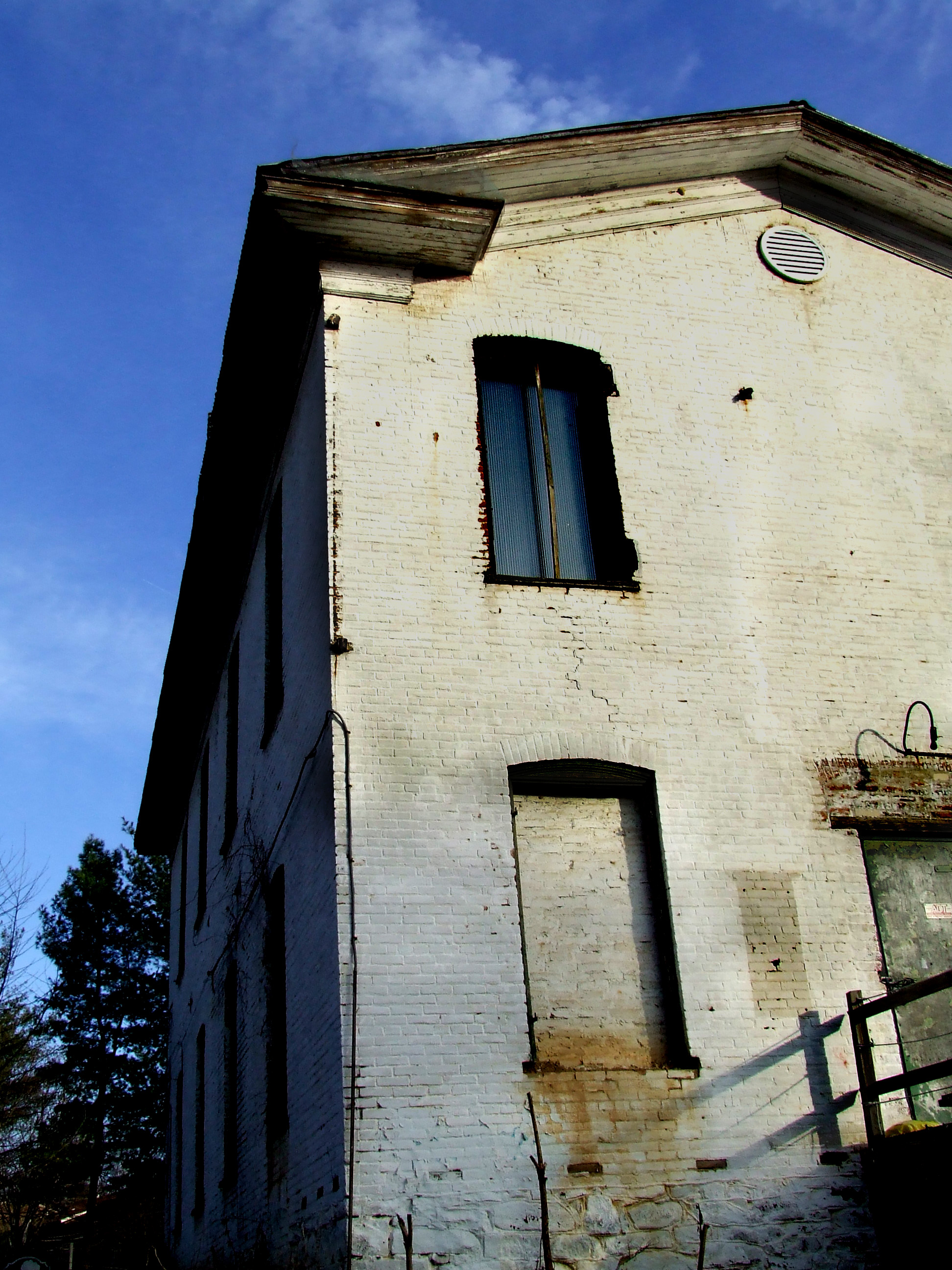
A now abandoned whiskey distillery, long operated by the Bowman family.

## Principii urbanistice de bază

### Comunități similare
Greenbelt, statul Maryland, este o comunitate similară, dezvoltată în anii 1930, ca o parte a experimentului New Deal din domeniul locuințelor, un alt exemplu de New Town. În chip similar, mișcarea urbanistică New Town cuprinde și realizatele Roosevelt Island, din New York City, respectiv localitatea Columbia din același stat Maryland.

## Galerie de imagini

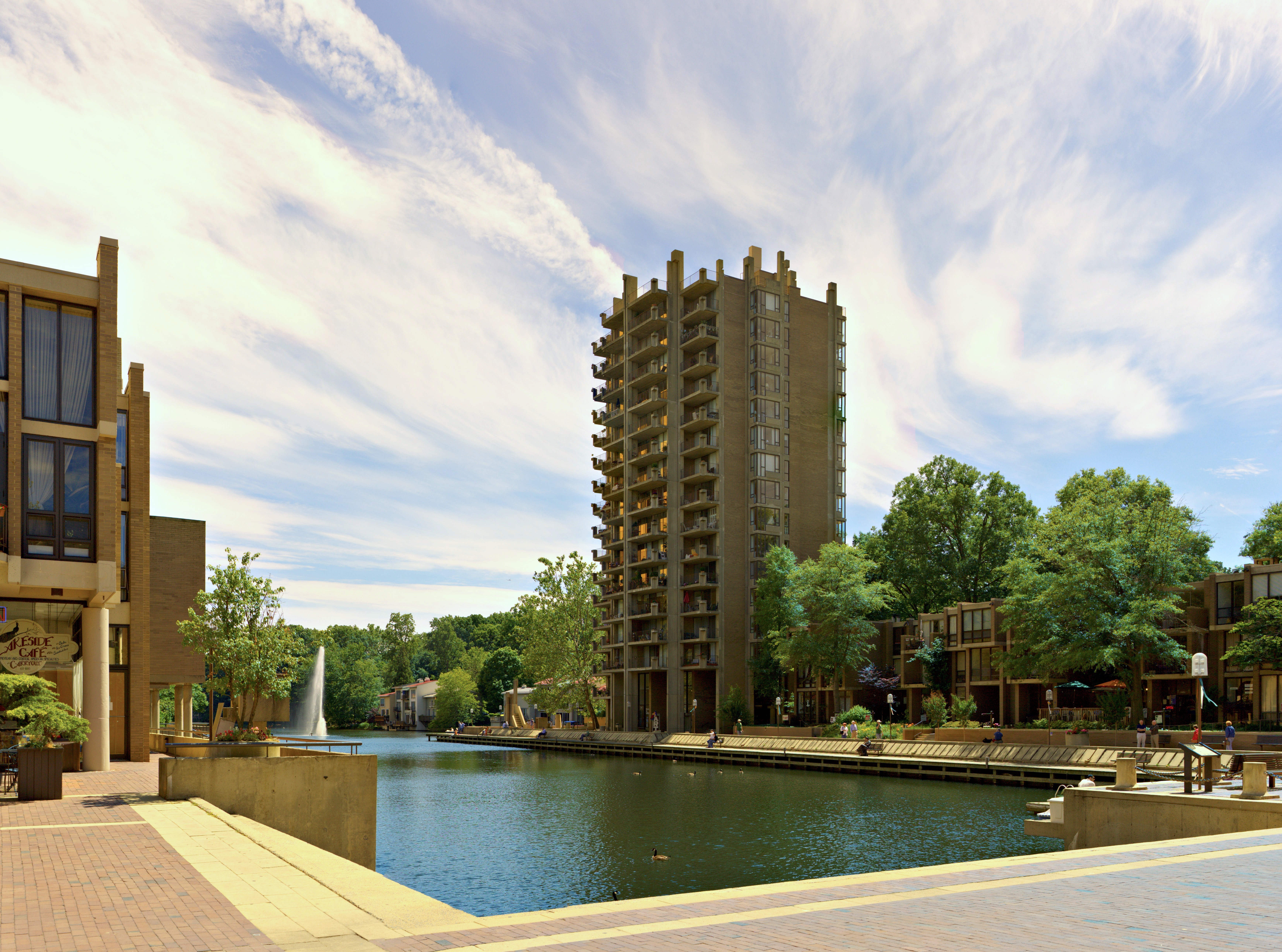
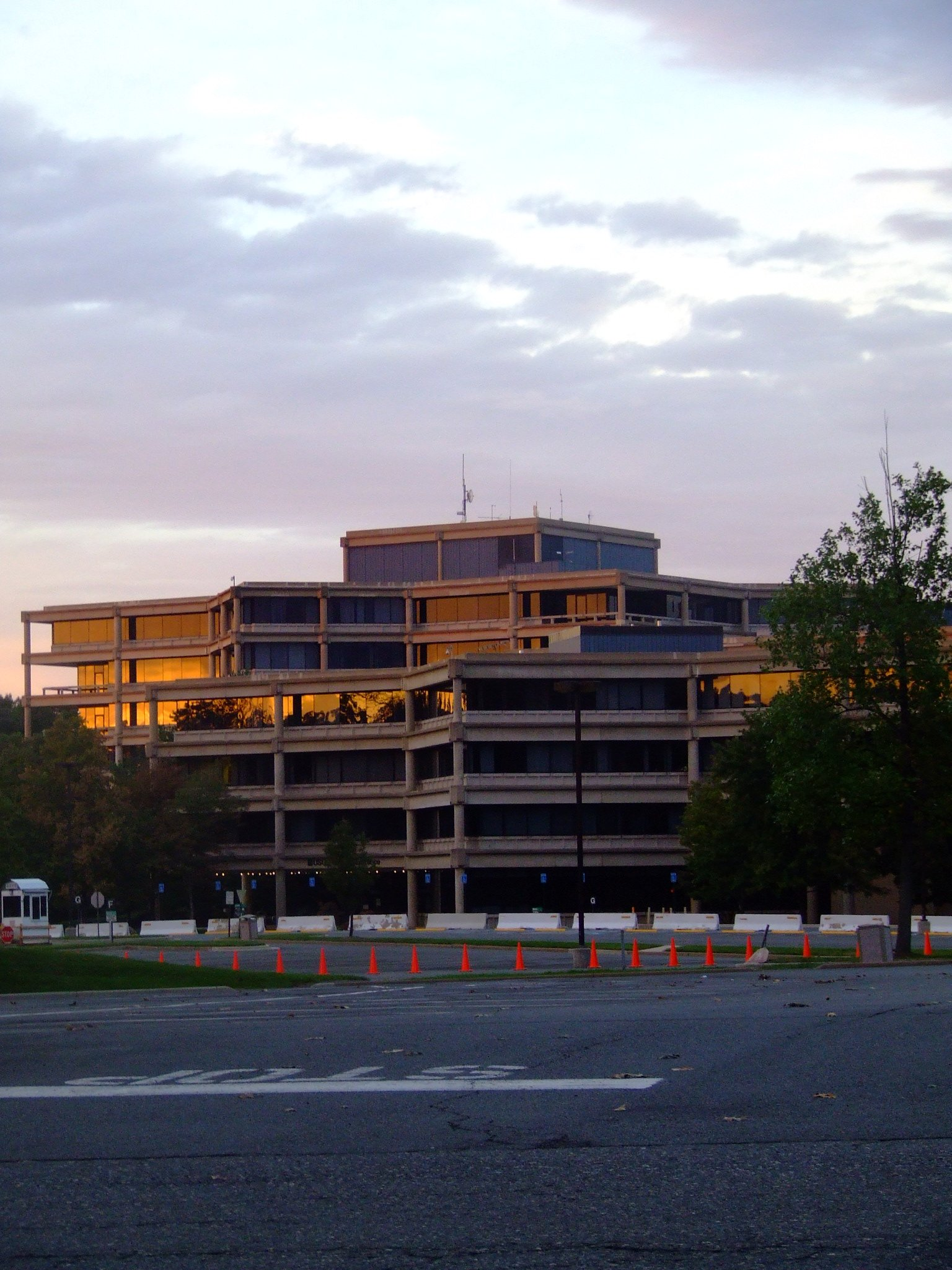

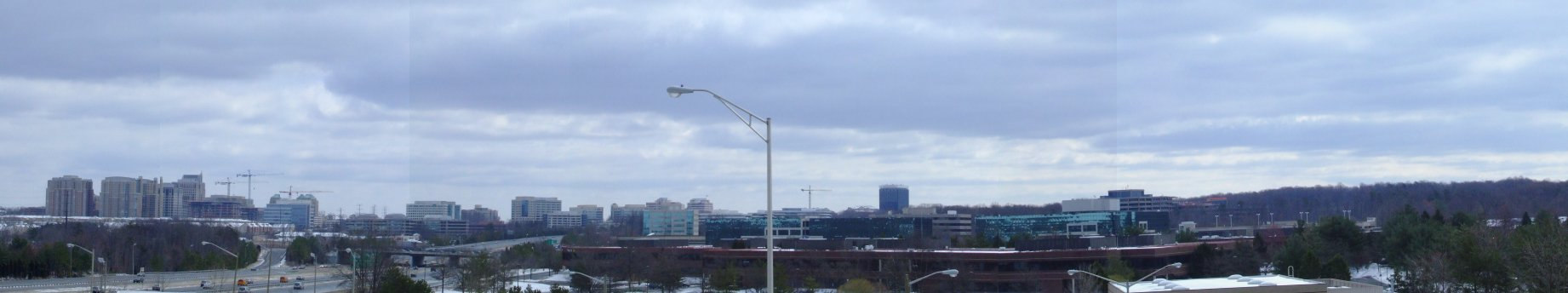

## Geografie

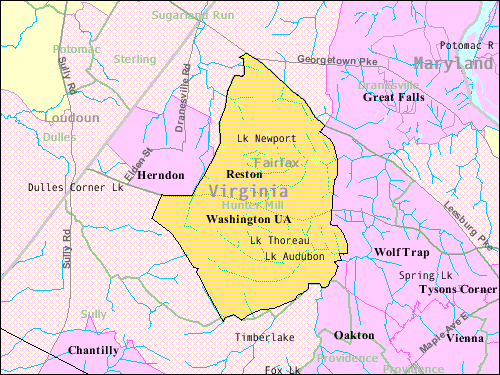
Boundaries of the Reston CDP As of 2003, from the United States Census Bureau

| Date climatice pentru Reston, VA | Date climatice pentru Reston, VA | Date climatice pentru Reston, VA | Date climatice pentru Reston, VA | Date climatice pentru Reston, VA | Date climatice pentru Reston, VA | Date climatice pentru Reston, VA | Date climatice pentru Reston, VA | Date climatice pentru Reston, VA | Date climatice pentru Reston, VA | Date climatice pentru Reston, VA | Date climatice pentru Reston, VA | Date climatice pentru Reston, VA | Date climatice pentru Reston, VA |
| Luna                             | Ian                              | Feb                              | Mar                              | Apr                              | Mai                              | Iun                              | Iul                              | Aug                              | Sep                              | Oct                              | Nov                              | Dec                              | Anual                            |
| -------------------------------- | -------------------------------- | -------------------------------- | -------------------------------- | -------------------------------- | -------------------------------- | -------------------------------- | -------------------------------- | -------------------------------- | -------------------------------- | -------------------------------- | -------------------------------- | -------------------------------- | -------------------------------- |
| Maxima medie °F (°C)             | 42 (6)                           | 47 (8)                           | 56 (13)                          | 67 (19)                          | 75 (24)                          | 84 (29)                          | 88 (31)                          | 87 (31)                          | 79 (26)                          | 68 (20)                          | 58 (14)                          | 46 (8)                           | 66,4 (19,1)                      |
| Minima medie °F (°C)             | 24 (−4)                          | 26 (−3)                          | 33 (1)                           | 42 (6)                           | 51 (11)                          | 61 (16)                          | 66 (19)                          | 64 (18)                          | 56 (13)                          | 44 (7)                           | 35 (2)                           | 27 (−3)                          | 44,1 (6,7)                       |
| Precipitații inches (mm)         | 2.68 (68.1)                      | 2.83 (71.9)                      | 3.38 (85.9)                      | 3.47 (88.1)                      | 4.55 (115.6)                     | 3.98 (101.1)                     | 3.67 (93.2)                      | 3.53 (89.7)                      | 3.92 (99.6)                      | 3.25 (82.6)                      | 3.41 (86.6)                      | 2.96 (75.2)                      | 41,63 (1.057,4)                  |
| Sursă: The Weather Channel       |                                  |                                  |                                  |                                  |                                  |                                  |                                  |                                  |                                  |                                  |                                  |                                  |                                  |